# Moksha (banda)
Moksha es una banda musical de rock formada en Chennai, India. La banda fue creada en noviembre de 1995, impulsó el género rock en la India. A diferencia de otras agrupaciones de rock de su país, los integrantes de Moksha han escrito y compuesto temas musicales canciones de su repertorio original. Moksha también fue el único grupo de Asia, que llevó su música para apoyar a los niños, hijos de los encarcelados, con un álbum titulado «Children of the Damned». La música de Moksha ha sido influida por los estilos musicales de bandas como Iron Maiden, Metallica, Van Halen,  Europe, Deep Purple, Extreme y Dream Theater, entre otros.
El 18 de diciembre de 2006, el vocalista de la banda, Leon Ireland, falleció víctima de un paro cardíaco a primeras horas de la mañana. Leon, era casado, pues en sus datos biográficos el no era  fumador, tampoco bebía alcohol, pero sufría de asma. Aunque futuro de la banda no estaba resuelto.
El 17 de marzo de 2007, cuando la banda, Iron Maiden, visitaba la India por primera vez para realizar un concierto en Bangalore, Bruce Dickinson, vocalista de la banda, dedicó un tema musical titulado «Wrathchild», como un homenaje a Leon.